# Toronto Blue Jays

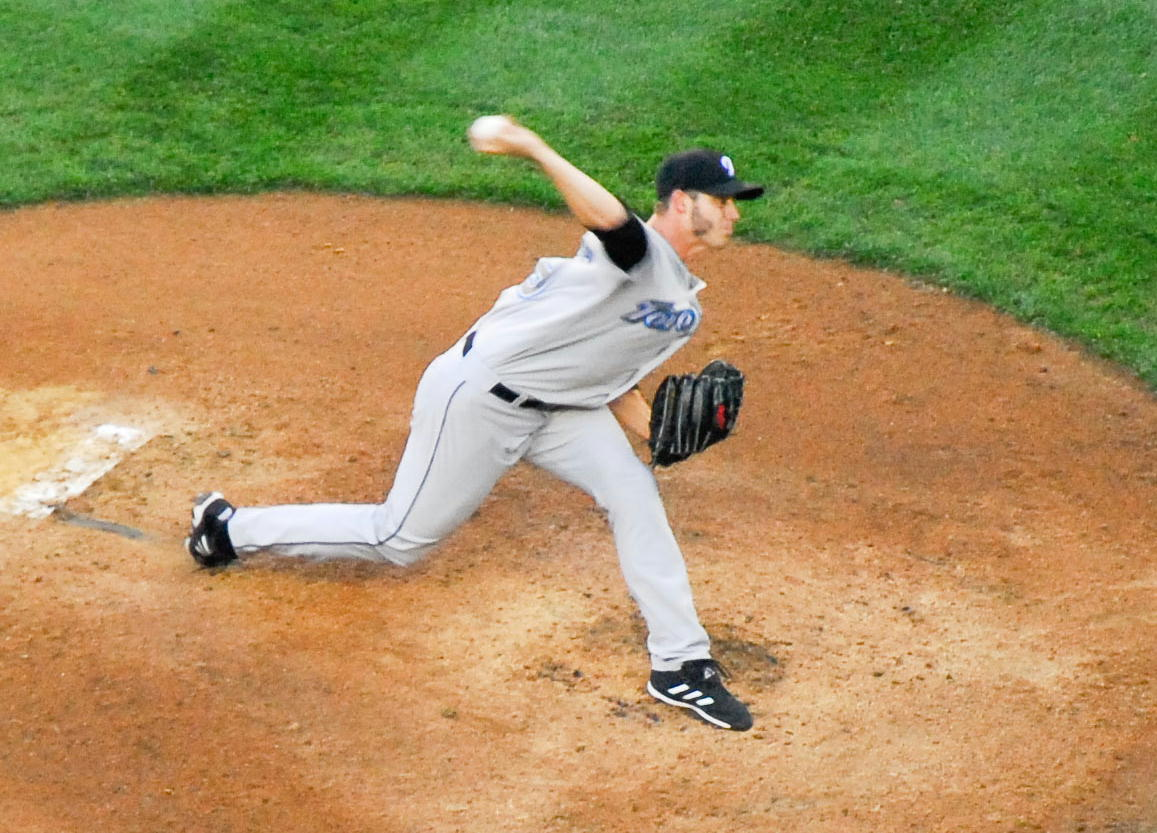
Dustin McGowan

Toronto Blue Jays je profesionální baseballový klub z Major League Baseball, patřící do východní divize American League.
Klub byl založen v roce 1977.
Za svou historii klub dvakrát vyhrál American League a pokaždé i následující Světovou sérii: v letech 1992 a 1993.